# Ziegelrote Kohlenkruste
Die Ziegelrote Kohlenkruste (Hypoxylon rubiginosum) ist eine Pilzart aus der Familie der Holzkeulenverwandten (Xylariaceae).

## Merkmale
Die Fruchtkörper (Stromata) sind oft unregelmäßig großflächig auf dem Substrat ausgebreitet. Sie bilden dabei eine dünne Kruste, die bis zu 30 cm lang, bis zu 10 cm breit und 1 bis 2 mm dick werden kann. Die Oberfläche ist wellig und oft gefurcht. Durch die Perithecienmündungen (Ostiolen), die jedoch nicht über die Oberfläche der Stromata herausragen, wirkt sie etwas rau. Die Färbung reicht von ziegelrot über rot- bis purpurbraun; im Alter sind sie stumpf schwarz getönt.
Die Anamorphe befindet sich an den Rändern junger Stromata oder bei älteren Exemplaren. Sie ist blass gelbbraun bis honigfarben und samtig. Die Konidien sind ellipsoid geformt und gelblich gefärbt. Sie messen 5–6 × 3–4 µm.
Die Sporen sind breitelliptisch bis bohnenförmig und messen 7–13 × 3–6 µm. Sie besitzen einen Öltropfen und eine gerade Keimspalte in Sporenlänge. Der Apikalring der Asci ist amyloid.

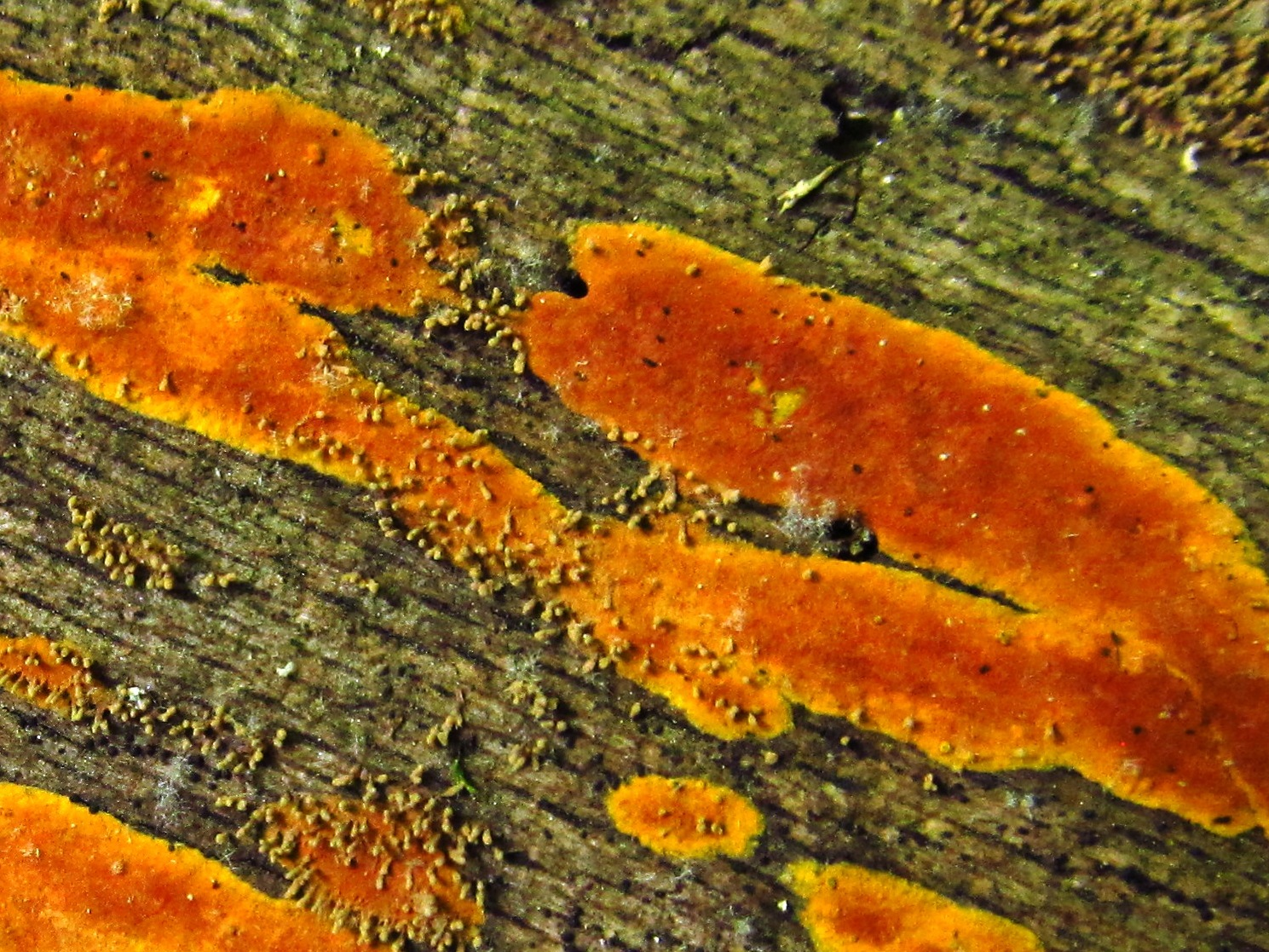
Junge Stromata der Ziegelroten Kohlenkruste
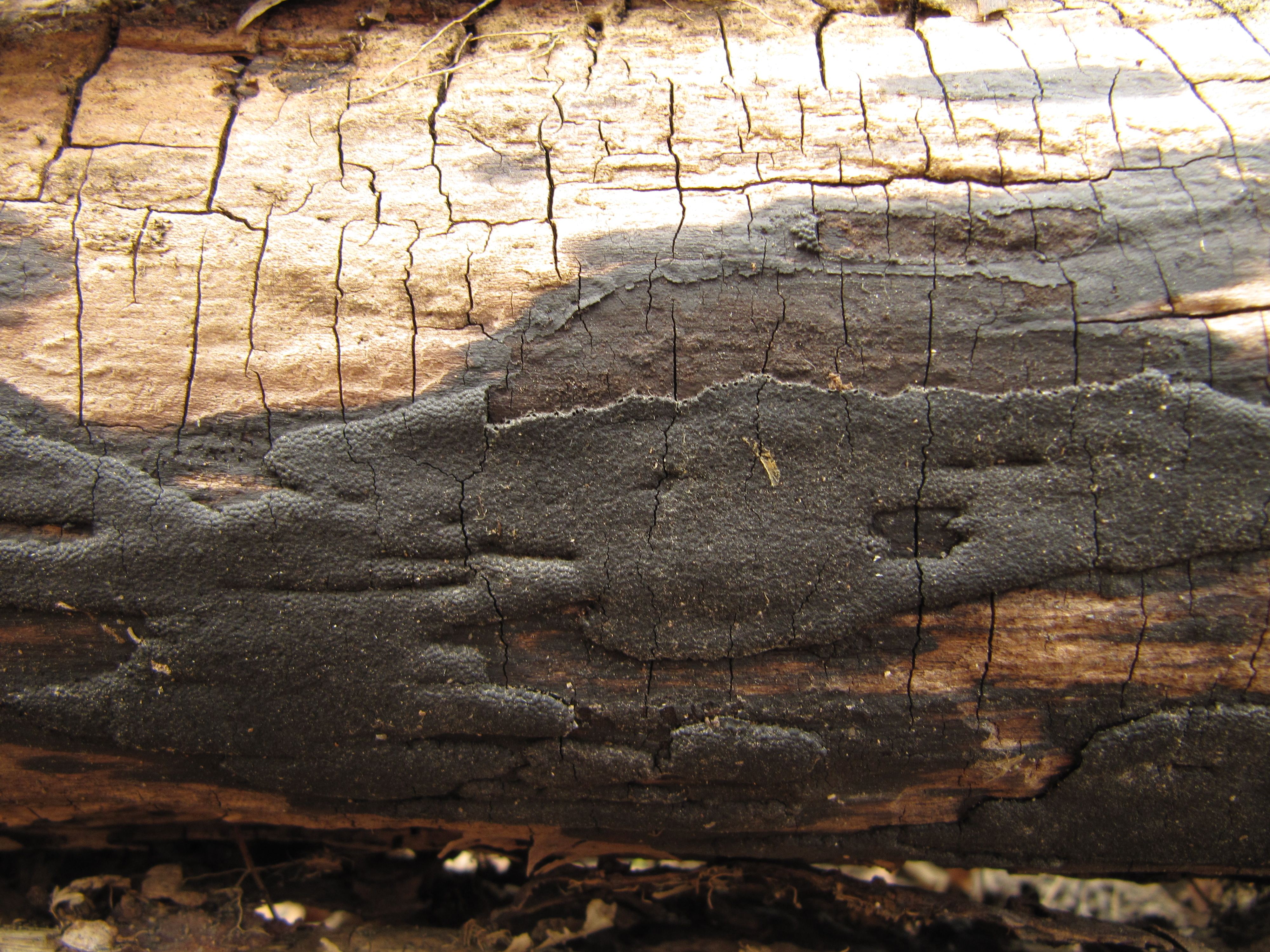
Alte Stromata der Ziegelroten Kohlenkruste

## Artabgrenzung
Die Ziegelrote Kohlenkruste kann äußerlich für einen Rindenpilz gehalten werden. Mit einer Lupe oder durch Anschneiden werden die Perithecien sichtbar. Weitere ähnliche Arten der Kohlenbeeren (Hypoxylon) sind nur schwierig zu unterscheiden.

## Ökologie und Verbreitung
Die Ziegelrote Kohlenkruste ist ganzjährig auf entrindeten, seltener berindeten Laubhölzern zu finden. Die besiedelten Substrate sind meist Ahorne und Eschen.
Der Pilz ist in der Holarktis in den temperaten Regionen anzutreffen. In Deutschland ist er weit verbreitet.

## Belege